# Cyclophora trilinearia
Cyclophora trilinearia là một loài bướm đêm trong họ Geometridae.